# Perito chimico conciario
Il perito chimico conciario è una figura professionale specializzata nelle discipline dell'industria conciaria.
Il percorso di studi, sviluppato nell'ambito dell'ordinamento scolastico italiano vigente sino alla riforma scolastica Gelmini con le successive equipollenze, si articolava in un biennio comune e un triennio di specializzazione. Il corso di studi è confluito nell'Istituto tecnico tecnologico a indirizzo chimica, materiali e biotecnologie.

## Profilo professionale
Il corso di studi per perito industriale in chimica conciaria fornisce nozioni delle applicazioni dei prodotti delle industrie conciarie, dei coloranti, dei prodotti biochimici ed enzimatici, della tecnica di laboratorio nella ricerca scientifica e nel controllo dei prodotti nonché degli impianti di conceria e di produzione degli estratti conciari. 
Esplica la sua attività in tutte le lavorazioni dell'industria conciaria.

## Materie

### III anno
Religione o attività alternative; Lingua e lettere italiane; Storia; Complementi tecnici di lingua straniera; Matematica; Fisica applicata; Chimica e laboratorio; Microscopia, microbiologia conciaria e laboratorio; Zootecnia applicata alla conceria; Chimica analitica e laboratorio; Esercitazioni nei reparti di lavorazione; Educazione fisica.

### IV anno
Religione o attività alternative; Lingua e lettere italiane; Storia; Matematica; Chimica fisica; Merceologia; Impianti di conceria e disegno; Tecnologia conciaria, analisi e laboratorio; Chimica analitica e laboratorio; Esercitazioni nei reparti di lavorazione; Educazione fisica.

### V anno
Religione o attività alternative; Lingua e lettere italiane; Storia; Elementi di diritto e di economia; Impianti di conceria e disegno; Produzione e commercio pelli; Tecnologia conciaria, analisi e laboratorio; Esercitazioni nei reparti di lavorazione; Educazione fisica.